# Jurowlany
Jurowlany is een plaats in het Poolse district  Sokólski, woiwodschap Podlachië. De plaats maakt deel uit van de gemeente Krynki en telt 34 inwoners.